# Çağlar Söyüncü
Çağlar Söyüncü, né le 23 mai 1996 à Izmir en Turquie, est un footballeur international turc. Il évolue au poste de défenseur central au Fenerbahçe SK.

## Biographie

### En club

#### Début en Turquie (2014-2016)
Çağlar Söyüncü commence sa carrière professionnelle avec Altınordu FK, club de sa ville natale, dans le championnat de Turquie de deuxième division durant la saison 2014-2015. La saison suivante, il est courtisé par plusieurs clubs, comme Galatasaray, Beşiktaş et le Séville Fútbol Club notamment. Mais il choisit finalement d'aller à Fribourg, disant notamment que c'était un meilleur choix pour la suite de sa carrière.

#### SC Fribourg (2016-2018)
Le 24 mai 2016, le natif de Menemen rejoint le club du SC Fribourg, promu de Bundesliga,. Il fait ses débuts avec le club le 28 août contre le Herta Berlin (match perdu 2-1) à l'extérieur. Durant le mercato hivernal de cette saison, il est pisté par le LOSC, l'AS Roma et Villareal. Man City est aussi intéressé par son profil.

#### Leicester City (2018-2023)
Le 9 août 2018, Söyüncü rejoint le club anglais de Leicester, deux saisons auparavant champion d'Angleterre. Il signe un contrat de cinq ans. Sa première saison est presque blanche pour lui : en effet, il a été acheté avec Filip Benković pour devenir un futur titulaire après le départ des vieillissants Jonny Evans et Wes Morgan ; de plus, son adaptation au football anglais est très dure, il réussit quand même à gratter du temps de jeu avec les blessures de défenseurs au-dessus de lui dans la hiérarchie. Après le départ de Harry Maguire à Manchester United, il devient automatiquement titulaire.
Le Turc inscrit son premier but avec les Foxes le 3 novembre 2019 contre Crystal Palace. Sa saison 2019-2020 est très impressionnante, avec Jonny Evans, ils forment une des meilleures charnières d'Angleterre. Mais la reprise du championnat, après la pandémie de la COVID-19 est catastrophique et Leicester passe de la deuxième à la cinquième place. Les Foxes se qualifient ainsi pour la Ligue Europa et non la Ligue des champions comme cela leur fut promis en janvier.
Après un début de la saison 2020-2021 irrégulier tant qu’avec les Foxes et la sélection turque, il se blesse pour trois mois à cause d’une blessure aux adducteurs. Cette blessure le rend indisponible jusqu’en janvier.
À son retour, il prend du temps à s’imposer face à Wesley Fofana, qui s’est confirmé durant la convalescence de Çaglar. Il est finalement de nouveau titulaire que le 3 février 2021 face à Fulham, quatre mois après sa dernière titularisation face à West Ham United. Pour faire jouer ses trois défenseurs cadors (Söyüncü, Evans et Fofana),Brendan Rodgers décide de jouer en 3-5-2 pour la première fois face à Burnley le 3 mars .
Le 15 mai 2021, Çağlar gagne la FA Cup à Wembley après une victoire 1-0 des Foxes face à Chelsea, grâce à un exploit de Youri Tielemans. La solidité de la paire Fofana-Söyüncü a raison des Blues. C'est la première ligne de son palmarès.
En fin de contrat, il quitte le club tout juste relégué en Championship en juin 2023.

#### Atlético de Madrid (2023)
Çağlar Söyüncü rejoint l'Atlético de Madrid en juillet 2023. Il signe un contrat portant sur quatre saisons.

#### Prêt en Turquie à Fenerbahçe (depuis 2024)
Au mercato hivernal, il est prêté par les Colchoneros jusqu’à la fin de la saison ou il évoluera sous les couleurs du Fenerbahçe SK.
Söyüncü marque son premier but pour Fenerbahçe le 12 mai 2024, à l'occasion d'une rencontre de championnat face à Kayserispor. Titulaire, il participe à la victoire de son équipe par trois buts à zéro.

### En équipe nationale
Çağlar Söyüncü honore sa première sélection avec l'équipe nationale de Turquie le 24 mars 2016, lors d'un match amical contre la Suède dans la ville d'Antalya. Il entre en jeu à la place d'Ozan Tufan et son équipe s'impose (2-1). Il n'a pourtant, à cette date, pas joué le moindre match en première division turque.
Le 16 mai 2016, il est retenu dans la liste élargie en vue de participer à l'Euro 2016. Toutefois, il n'est pas retenu par Fatih Terim dans la liste des 23 joueurs pour participer à la compétition.
Le 1er juin 2018, Söyüncü inscrit son premier but en sélection lors d'un match amical face à la Tunisie.
Durant les saisons 2018-2019 et 2019-2020, Söyüncü devient une pièce maîtresse de sa sélection, faisant partie intégrante de l’équipe s’étant qualifiée à l’Euro 2020 (décalé à 2021 en raison de la pandémie de Covid-19 qui secoue le Vieux continent) et ayant réussie l’exploit de rester invaincu (1 victoire et 1 nul) face à la France, championne du monde en titre.
Çağlar marque son deuxième but en sélection face à la Norvège de Erling Haaland, ce jour-là ils gagnent 3-0 et entament de la meilleure des manières la longue marche vers la Coupe du monde 2022.
En juin 2021 Söyüncü est retenu dans la liste des 26 joueurs turcs pour disputer l'Euro 2020.

## Statistiques

### Générales
| Saison                | Club                  | Championnat           | Championnat | Championnat | Coupe nationale | Coupe nationale | Coupe de la Ligue | Coupe de la Ligue | Compétition(s) continentale(s) | Compétition(s) continentale(s) | Compétition(s) continentale(s) | Turquie | Turquie | Total | Total |
| Saison                | Club                  | Division              | M.          | B.          | M.              | B.              | M.                | B.                | Comp.                          | M.                             | B.                             | M.      | B.      | M.    | B.    |
| 2014-2015             | Altınordu FK          | 1. Lig                | 4           | 0           | 6               | 0               | -                 | -                 | -                              | -                              | -                              | -       | -       | 10    | 0     |
| 2015-2016             | Altınordu FK          | 1. Lig                | 30          | 2           | -               | -               | -                 | -                 | -                              | -                              | -                              | 1       | 0       | 31    | 2     |
| Sous-total            | Sous-total            | Sous-total            | 34          | 2           | 6               | 0               | -                 | -                 | -                              | -                              | -                              | 1       | 0       | 41    | 2     |
| 2016-2017             | SC Fribourg           | Bundesliga            | 24          | 0           | 1               | 0               | -                 | -                 | -                              | -                              | -                              | 4       | 0       | 29    | 0     |
| 2017-2018             | SC Fribourg           | Bundesliga            | 26          | 1           | 2               | 0               | -                 | -                 | C3                             | 2                              | 0                              | 11      | 1       | 41    | 2     |
| Sous-total            | Sous-total            | Sous-total            | 50          | 1           | 3               | 0               | -                 | -                 | -                              | 2                              | 0                              | 15      | 1       | 70    | 2     |
| 2018-2019             | Leicester City        | Premier League        | 6           | 0           | -               | -               | 2                 | 0                 | -                              | -                              | -                              | 8       | 0       | 16    | 0     |
| 2019-2020             | Leicester City        | Premier League        | 34          | 1           | 4               | 0               | 4                 | 0                 | -                              | -                              | -                              | 6       | 0       | 48    | 1     |
| 2020-2021             | Leicester City        | Premier League        | 23          | 0           | 6               | 0               | -                 | -                 | C3                             | 3                              | 0                              | 9       | 1       | 41    | 1     |
| 2021-2022             | Leicester City        | Premier League        | 28          | 1           | 1               | 0               | 3                 | 0                 | C3+C4                          | 6+3                            | 0+0                            | 10      | 0       | 51    | 1     |
| 2022-2023             | Leicester City        | Premier League        | 7           | 1           | 1               | 0               | 1                 | 0                 | -                              | -                              | -                              | 5       | 0       | 14    | 1     |
| Sous-total            | Sous-total            | Sous-total            | 98          | 3           | 12              | 0               | 10                | 0                 | -                              | 12                             | 0                              | 38      | 1       | 170   | 4     |
| 2023-2024             | Atlético de Madrid    | Liga                  | 6           | 0           | 1               | 0               | -                 | -                 | C1                             | 2                              | 0                              | 1       | 0       | 10    | 0     |
| 2023-2024             | Fenerbahçe (prêt)     | Süper Lig             | 12          | 2           | 1               | 0               | -                 | -                 | C4                             | 3                              | 0                              | -       | -       | 16    | 2     |
| 2024-2025             | Fenerbahçe            | Süper Lig             | 25          | 1           | 4               | 0               | -                 | -                 | C1+C3                          | 4+7                            | 1                              | 3       | 0       | 43    | 2     |
| Sous-total            | Sous-total            | Sous-total            | 37          | 3           | 5               | 0               | -                 | -                 | -                              | 14                             | 1                              | 3       | 0       | 59    | 4     |
| Total sur la carrière | Total sur la carrière | Total sur la carrière | 218         | 9           | 27              | 0               | 10                | 0                 | -                              | 30                             | 1                              | 57      | 2       | 342   | 12    |

### Buts internationaux
| 0   | Date          | Lieu                                  | Compétition                       | Résultat | Adversaire | Détail | Détail        | Détail | Sél. |
| --- | ------------- | ------------------------------------- | --------------------------------- | -------- | ---------- | ------ | ------------- | ------ | ---- |
| 1er | 1er juin 2018 | Stade de Genève, Lancy, Suisse        | Match amical                      | N 2-2    | Tunisie    | 90e    | du pied droit | 2-2    | 15e  |
| 2e  | 27 mars 2021  | Stade de La Rosaleda, Malaga, Espagne | Éliminatoires Coupe du monde 2022 | V 0-3    | Norvège    | 28e    | de la tête    | 0-2    | 32e  |

## Palmarès

### En club
| Leicester City - Coupe d'Angleterre - Vainqueur en 2021 - Community Shield - Vainqueur en 2021 |